# إليسا كولبيرغ
إليسا كولبيرغ (بالإنجليزية: Elisa Colberg)‏ هي قائدة كشفية ومُدرسة أمريكية، ولدت في 25 أبريل 1903 في كابو روخو في الولايات المتحدة، وتوفيت في 1988.